# 고재진
고재진(高在珍, 1962년 11월 17일 ~ )은 대한민국의 제7·8·9대 전라남도 장성군의원이었다.

## 학력
- 광주경상전문대학 행정과 졸업

## 경력
- 삼계면 청년회장
- 삼계농협 이사
- 삼계중학교 운영위원
- 삼계고등학교 운영위원
- 삼계면 능성리 이장 10년
- 삼계면 체육회 상임부회장
- 삼계 배드민턴클럽 회장
- 한농연 삼계면 협의회 부회장
- 장성 서부라이온스클럽 제1부회장
- 삼계면 바르게살기위원회 총무
- 삼계고성축구회 고문
- 2014.07 ~ 2018.06 제7대 전라남도 장성군의회 의원
- 2014.07 ~ 2016.07 제7대 전라남도 장성군의회 전반기 산업건설위원회 위원
- 2014.07 ~ 2016.07 제7대 전라남도 장성군의회 전반기 행정자치위원회 위원
- 2014.07 ~ 2016.07 제7대 전라남도 장성군의회 전반기 예산결산특별위원회 위원
- 2016.07 ~ 2018.06 제7대 전라남도 장성군의회 후반기 산업건설위원회 위원장
- 2016.07 ~ 2018.06 제7대 전라남도 장성군의회 후반기 예산결산특별위원회 위원
- 2018.07 ~ 2022.06 제8대 전라남도 장성군의회 의원
- 2018.07 ~ 2020.07 제8대 전라남도 장성군의회 전반기 행정자치위원회 위원장
- 2018.07 ~ 2020.07 제8대 전라남도 장성군의회 전반기 예산결산특별위원회 위원
- 2020.07 ~ 2022.06 제8대 전라남도 장성군의회 후반기 산업건설위원회 위원
- 2020.07 ~ 2022.06 제8대 전라남도 장성군의회 후반기 행정자치위원회 위원
- 2020.07 ~ 2022.06 제8대 전라남도 장성군의회 후반기 의회운영위원회 부의장
- 2020.07 ~ 2022.06 제8대 전라남도 장성군의회 후반기 예산결산특별위원회 위원
- 더불어민주당 입당
- 2022.07 ~ 2024.08 제9대 전라남도 장성군의회 의원
- 2022.07 ~ 2024.07 제9대 전라남도 장성군의회 전반기 의장
- 2024.07 ~ 2024.08 제9대 전라남도 장성군의회 후반기 산업건설위원회 위원
- 2024.07 ~ 2024.08 제9대 전라남도 장성군의회 후반기 행정자치위원회 위원

## 의원직 사퇴
- 2024년 8월 13일 고재진 장성군의원 사직…삼계농협 조합장 보궐선거 출마

## 역대 선거 결과
|  | 42.39% |

|  | 24.56% |

|  | 33.34% |